# خبازة جعدية
خُبَّازة جعدية جنبة حولية مهدها الشرق الأدنى، تعلو من متر إلى مترين.ساقها مستقيمة منتصبة مورقة حتى ذورتها. أوراقها كبيرة القد مستديرة مجعدة النصل. أزهارها صغيرة لاطئة بتلاتها ثنائية التفصيص لونها إلى الأبيص الوردي. ازهرارها يستمر من تموز إلى آب.